# Nadhim Zahawi
Nadhim Zahawi, né le 2 juin 1967 à Bagdad (Irak), est un homme d'affaires et homme politique britannique.
Membre du Parti conservateur, il est chancelier du duché de Lancastre, ministre des Relations intergouvernementales et ministre des Égalités de septembre à octobre 2022 dans le gouvernement de Liz Truss puis président du Parti conservateur d'octobre 2022 à janvier 2023.

## Biographie
Les parents kurdes de Nadhim Zahawi fuient l'Irak en 1976 pour s'installer dans l'agglomération londonienne. Il commence sa carrière professionnelle dans l'ingénierie chimique puis dans le marketing. En 2005, il cofonde YouGov avec Stephan Shakespeare, et est le directeur général de l'entreprise jusqu'en février 2010.
Membre du Parti conservateur, il est élu au parlement pour la circonscription de Stratford-on-Avon à la Chambre des communes en mai 2010 et réélu en mai 2015 et juin 2017. Il est par ailleurs le président du groupe interparlementaire pour le Kurdistan.
Il est nommé secrétaire d’État à l'Éducation le 15 septembre 2021 puis chancelier de l'Échiquier le 5 juillet 2022. Il est nommé président du Parti conservateur britannique et ministre sans portefeuille le 25 octobre suivant dans le gouvernement de Rishi Sunak.
Il attaque en 2022 les infirmières qui font grève pour obtenir de meilleures conditions de travail, affirmant que c'est « exactement ce que Poutine veut voir ».
À la suite d'une enquête de la BBC, il reconnait avoir été contraint de payer jusqu’à 5 millions de livres sterling de pénalités pour ne pas avoir pas déclaré tous ses revenus après la cession de ses parts dans la société de sondages YouGov. Fin janvier 2023, le Premier ministre britannique, Rishi Sunak, le limoge de son poste de ministre sans portefeuille à cause de ses démêlés fiscaux. À l'issue d'une enquête indépendante, il affirme qu'« il est clair qu'il y a eu une grave violation du code ministériel ».